# فورستدیل (رود آیلند)
فورستدیل (به انگلیسی: Forestdale) یک منطقهٔ مسکونی در ایالات متحده آمریکا است که در North Smithfield واقع شده‌است.